# Hong Ying
Hong Ying (cinese:虹影; pinyin: Hóng Yǐng) (Chongqing, 21 settembre 1962) è una scrittrice e poetessa cinese.
Le sue opere, tradotte in 23 lingue e pubblicate in oltre 20 paesi, hanno vinto nove tra i maggiori premi letterari a Taiwan a partire dal 1990, e i suoi libri sono rimasti per molto tempo nella top 10 dei libri più venduti in Cina.

## Biografia
Ultima di sei figli, Hong Ying nasce da una povera famiglia nel 1962, anno immediatamente successivo la fine della Grande Carestia che travolse e mise in ginocchio la Cina tra il 1959 e il 1961. Il padre è battelliere e la madre vive di duri e modesti lavori occasionali. Nel periodo in cui nacque, il popolo cinese stava attraversando un momento di profonda crisi e sofferenza dovuto al fallimento del Grande Balzo in avanti e, per questo motivo, da bambina visse un'infanzia caratterizzata dalla fame, dalla povertà e dalla sofferenza.
Hong Ying cresce nell'area più povera e malfamata della Chongqing degli anni Sessanta, in una misera abitazione che l'autrice stessa definisce "molto lontana dall'immagine ideale del socialismo". All'interno della famiglia vive una condizione di profondo isolamento: la madre è molto dura nei suoi confronti, fredda e distaccata, il padre non la considera, e i suoi fratelli le mostrano più astio che affetto. Hong Ying attribuisce la causa di questo risentimento al peso che la sua nascita, avvenuta in un periodo di grande difficoltà e povertà per il popolo cinese, avrebbe comportato per la sua famiglia che già non aveva di che sfamarsi.
Anche la sua adolescenza non è delle più semplici, ma è proprio in questo periodo che inizia ad appassionarsi alla letteratura e in particolare alle opere della poetessa russa Tsvetaieva, con la quale si identifica e con cui sente di condividere sia le tormentate esperienze di vita, sia il sentimento di inadeguatezza dovuto alla difficoltà di trovare un posto nella società oppressiva in cui vive. Hong Ying, in questo clima di confusione interiore, riesce però a trovare un confidente, il suo insegnante di storia, con il quale instaura una breve relazione e avrà la sua prima, tragica, esperienza sessuale.
Più tardi Hong Ying fa una delle scoperte più importanti e significative della sua vita, dalla quale apprenderà il reale motivo dell'atteggiamento ostile dei suoi familiari: la madre le rivela che il suo vero padre è un uomo con il quale ha avuto una relazione illecita durante il periodo della Grande Carestia. Sun, di dieci anni più giovane di lei, le era stato di conforto in un grave momento di difficoltà, quando si era trovata a dover sfamare da sola i suoi cinque figli. Alla scoperta di essere incinta, sia Sun che suo marito avevano deciso di tenere il nascituro, anche se rappresentava una nuova bocca da sfamare; questa scelta aveva però gettato lo scandalo sulla famiglia, esposta ai pettegolezzi di una società poco clemente. Le rivelazioni della madre sconvolgono la giovane autrice causandole un profondo shock. Nel 1980, al compimento del suo diciottesimo anno di età, la scrittrice recupererà il rapporto col suo vero padre.
Nello stesso periodo Hong Ying apprende la triste notizia che il suo professore di storia, con il quale era rimasta incinta, per le continue intimidazioni causate dal suo carattere troppo ribelle, aveva scelto di togliersi la vita impiccandosi. Sentendosi abbandonata e incapace di far fronte alla situazione da sola, decide di abortire.
Non avendo superato gli esami di ammissione all'università, Hong Ying lascia Chongqing e si iscrive a una scuola professionale. Successivamente inizia a vagabondare per la Cina conducendo una vita sregolata e, nello stesso periodo, comincia a scrivere i primi componimenti poetici. Nel 1989 frequenta i corsi di scrittura all'Accademia degli scrittori di Lu Xun a Pechino. Qui prende parte alle famosa Primavera di Pechino, conclusasi il 4 giugno 1989 con la strage di piazza Tian'an men, di cui racconterà l'esperienza nel suo romanzo L'estate del tradimento. Successivamente si iscrive all'università Fudan di Shanghai, dove vivrà per due anni.
Non riuscendo a pubblicare alcuno dei suoi scritti, nel 1991 decide di trasferirsi a Londra. Qui la sua produzione letteraria aumenta notevolmente. Nello stesso periodo sposa Zhao Yiheng, un docente della School of Oriental and African Studies dell’Università di Londra. Hong Ying a Londra vive la propria libertà, ma presto inizia a sentire la mancanza del pubblico cinese: pur risiedendo in Inghilterra da qualche anno, Hong Ying ammetterà più volte di sentirsi una straniera.
Nel 2001 fa ritorno in Cina, grazie alla disponibilità di un editore che decide di pubblicare alcune delle sue opere. Nel 2006 divorzia dal marito Zhao Yiheng e nell’agosto del 2009 si risposa, questa volta con uno scrittore di nazionalità inglese, Adam Williams, con il quale avrà una bambina.

## Carriera letteraria
Hong Ying inizia la sua carriera letteraria con la poesia; le sue prime pubblicazioni risalgono al 1989. La sua produzione narrativa e in prosa, tendenzialmente autobiografica, sarà successiva al suo arrivo a Londra; sarà grazie a questa che guadagnerà la fama a livello nazionale e internazionale.

### L'estate del tradimento
Nel 1991 scrive il suo primo romanzo e una delle sue opere di maggior successo, Bèipàn zhī xià 背叛之夏. La stesura del libro, pubblicato in Italia per Mondadori nel 1997 con il titolo L’estate del tradimento, è avvenuta in soli tre mesi. La protagonista è Lin Ying, una giovane poetessa venuta dalla campagna che, scampata al massacro del 4 giugno, racconta le atrocità della repressione della protesta di Piazza Tian’an men.  Il tradimento a cui fa riferimento il titolo del romanzo riguarda sia le aspettative politiche che avevano animato i manifestanti, che la sua situazione personale: la protagonista, al suo ritorno da Pechino, scopre il compagno con un'altra donna. Un altro livello in cui si consuma il tradimento è quello dei compagni che dopo aver preso parte alle manifestazioni,  abbandonano i loro ideali in favore del ritorno alla vita normale. La disillusione vissuta dalla protagonista la porterà a reagire rifugiandosi nell'eros, vissuto come forma di liberazione e di ribellione all'oppressione delle imposizioni politiche. La sessualità rappresenterà per Lin Ying l'inizio di un viaggio alla scoperta di sé e del proprio corpo, la via per conquistare la propria libertà. Presto però si renderà conto che anche questa strada conduce a delusione e tradimenti.
Questo tema, di gran lunga più manifesto di quello propriamente politico, viene affrontato dall'autrice con uno stile crudo, realistico e immediato, tipico delle sue prime opere. Il contenuto è fortemente autobiografico: il romanzo raccoglie la testimonianza di ciò che l'autrice ha vissuto durante la Primavera di Pechino due anni prima: Lin Ying rappresenta l'alter-ego dell'autrice. A causa dei temi scottanti di carattere politico e sessuale trattati nelle vicende narrate, il romanzo venne bandito in Cina e pubblicato a Taiwan, mentre riscuote un enorme successo nella maggior parte dei paesi occidentali.

### Nǚzǐ yǒu xíng 女子有行
Il suo secondo romanzo è Nǚzǐ yǒu xíng 女子有行, tradotto in inglese con il titolo Far goes the girl. Racconta le avventure di una giovane donna cinese in tre diverse città: Shanghai, New York e Praga. La narrazione è divisa in tre parti, scritte tra il 1993 e il 1995: The carnation club, The woman from the ancient country e Boxers of the millennium. Queste, prima di essere raccolte in un unico libro nel 1996, vennero pubblicate separatamente su riviste. I tre racconti, che si occupano rispettivamente di sesso, religione e nazionalismo, si concentrano in realtà sulla questione del genere e del suo rapporto con il potere: anche nelle organizzazioni femminili o in aziende aventi capi femminili, la minaccia del dominio maschile è sempre onnipresente.

### Figlia del fiume
Nel 1997 viene pubblicata un'opera fondamentale di Hong Ying, l'autobiografia Jī'è de nǚ'ér 饥饿的女儿 Figlia della fame, successivamente ritradotto in Figlia del fiume: la mia odissea nella Cina di Mao. Nel romanzo l'autrice, sullo sfondo della Rivoluzione Culturale, ripercorre i primi 18 anni della sua vita: descrive i luoghi della sua infanzia a Chongqing, mettendo in luce gli stenti, la povertà della famiglia e gli aspetti squallidi della sua adolescenza che segnarono profondamente l'intera sua vita. Come suggerisce il titolo stesso del romanzo, la fame rappresenta un tema costante: una fame dovuta alla grande carestia del 1960-1962, ma anche "una fame di amore, di eros, di sogni e di una vita migliore". L'intero romanzo è pervaso da un senso di mistero riguardo a sé stessa e alla sua famiglia, e dal "desiderio di conoscere il non detto". Questo bisogno di sapere porteranno l'autrice a confrontarsi con la madre, che rappresenta la figura centrale del romanzo: una donna devastata da una vita di stenti, dura, fredda e incapace di dare affetto. Il romanzo, caratterizzato da uno stile scarno ed essenziale che riesce ad evitare toni patetici e compassionevoli, raggiunge il successo soprattutto all’estero.

## Stile e temi
Hong Ying è un'autrice che si differenzia dalla maggior parte delle scrittrici cinesi contemporanee per la versatilità e l'ampiezza delle tematiche affrontate nelle sue opere. I primi tentativi di scrittura in prosa sono state storie brevi, spesso arricchite da elementi di fantasia, e riguardanti temi quali la questione del genere, il razzismo e la cultura, analizzati in un ampio spettro temporale e geografico.
In seguito Hong Ying ha attinto da generi diversi: verso la fine degli anni Ottanta sperimenta la poesia d'avanguardia, in seguito manifesta la sua attenzione per il genere della narrativa futuristica 未来小说, e dagli anni Novanta si orienta verso la narrazione autobiografica. È quest'ultima forma espressiva quella che prevale nelle sue opere (come afferma lei stessa "Io sono l'io nella mia storia"): laddove i suoi testi non si presentano direttamente come autobiografici, l'autrice fa interpretare, in modo fedele, il proprio vissuto alle sue protagoniste. Ad esempio, in molte sue opere, i personaggi femminili sono "figli dell'adulterio", hanno avuto un'infanzia triste o emigrano all'estero.
Per l'uso del genere autobiografico, Hong Ying, con altre autrici come Xu Xiaobin, Hai Nan, Chen Ran e Xu Kun, viene annoverata fra le rappresentanti della cosiddetta gerenhua xiezuo, la "scrittura individualista". Questo gruppo di scrittrici, traendo spunto dalle proprie esperienze personali, affronta temi legati all'esperienza femminile, come famiglia, sesso, aborto, ritenuti scabrosi dalla società cinese.
Hong Ying viene per questo considerata anche una pioniera della letteratura femminile e una femminista avanguardista, alla ricerca costante dell'innovazione artistica nelle sue opere. Tratta l'esistenza femminile collocandola nell'ecosistema di disperazione e privazione materiale e psicologica delle baraccopoli di Chongqing, dove si mescolano la lotta per l'esistenza e la ricerca della propria identità personale.
L'autrice si caratterizza inoltre per la sua fedeltà alla lingua cinese: nonostante abbia vissuto all'estero, la sua produzione è completamente nella sua lingua d'origine. La Cina è sempre presente nelle sue opere: Hong Ying dimostra un forte attaccamento al suo paese, e un notevole interesse per la sua storia e la sua cultura. Al contrario, nella Cina continentale non gode di molto successo, ed è anzi ritenuta un'autrice controversa. Vive di una buona fama all'estero: molte sue opere sono state anche adattate per il cinema e per la televisione.

## Opere

### Principali Raccolte di Poesie
- 1988.《天堂鸟》Tiāntáng niǎo in《嘉陵诗丛》Jiālíng shī cóng
- 1992: 《魔菌：虹影近作选》Mó jūn: Hóng yǐng jìnzuò xuǎn
- 1998:《白色海岸》Báisè hǎi'àn all'interno di 《中国女性诗歌文库》Zhōngguó nǚxìng shīgē wénkù
- 1999:《快跑, 月食》Kuài pǎo, yuè shí in《大陸先鋒詩》Dàlù xiānfēng shī

### Romanzi
- 1992.《背叛之夏》Bèipàn zhī xià

Edizione italiana: L'estate del tradimento, trad. di Rosa Lombardi, Mondadori, 1997, ISBN 978-88-04-42239-6. 
- 1996.《女子有行》Nǚzǐ yǒu xíng

Edizione inglese: Far Goes the Girl
- 1997.《饥饿的女儿》 Jī'è de nǚ'ér

Edizione italiana: Figlia del fiume, La mia odissea nella Cina di Mao, trad. di Federica Passi, Mondadori, 1998,  ISBN 978-88-04-43784-0. 
- 1999. 《K》

Edizione italiana: K. L'arte dell'amore, trad. di B. Bagliano, Garzanti, 2007, ISBN 978-88-11-67925-7. 
- 2002.《孔雀的叫喊》Kǒngquè de jiàohǎn

Edizione italiana: Gli amanti del tempio, trad. di Stefania Cherchi, Garzanti, 2008, ISBN 978-88-11-68567-8. 
- 2003.《上海王》Shànghǎi wáng

Edizione italiana: La regina di Shanghai, trad. di Marco Fumian, Garzanti, 2007, ISBN 978-88-11-68568-5. 
- 2005.《上海之死 》Shànghǎi zhī sǐ

Edizione italiana: La donna vestita di rugiada, trad. di Federica Passi, Garzanti, 2012,  ISBN 978-88-11-68655-2. 
- 2007. 《上海人民出版社》

Edizione inglese: The Magician from Shanghai, Shanghai Renmin Press, 2009
- 2009. 《好儿女花》Hǎo er nǚ huā

Edizione italiana: I ricordi della seta, trad. di Sabrina Merolla e Ylenia Rosati, Garzanti, 2015,  ISBN 978-88-11-68674-3. 

### Racconti brevi
- 1994. 《你一直对温柔妥协》Nǐ yīzhí duì wēnróu tuǒxié
- 1995. 《玉米的咒语》Yùmǐ de zhòuyǔ e 《玄机之桥》Xuánjī zhī qiáo
- 1996. 《双层感觉》Shuāng céng gǎnjué, 《带鞍的鹿》Dài ān de lù e 《六指》Liùzhǐ
- 1997. 《风信子女郎》Fēng xìn zǐ nǚláng
- 2003. 《火狐虹影》Huǒhú hóng yǐng
- 2005. 《康乃馨俱乐部――虹影中短篇小说精选》Kāngnǎixīn jùlèbù――hóng yǐng zhōng duǎnpiān xiǎoshuō jīng xuǎn, e 《大师，听小女子说》Dàshī, tīng xiǎo nǚzǐ shuō
- 2007. 《我们时代的爱情》Wǒmen shídài de àiqíng

### Raccolte
- 1998. A Lipstick Called Red Pepper: Stories and Novellas, Bochum Projekt Verlag, 1999
- 2009. 《上海三部曲》Shànghǎi sān bù qǔ

### Altre Opere
- 1994.《那年的田野》Nà nián de tiányě

Versione inglese: The Field, in Howard Goldblatt (a cura di), Chairman Mao Would Not Be Amused. Fiction from Today’s China, New York, Grove Press, 1995